# Biserica de lemn din Starchiojd

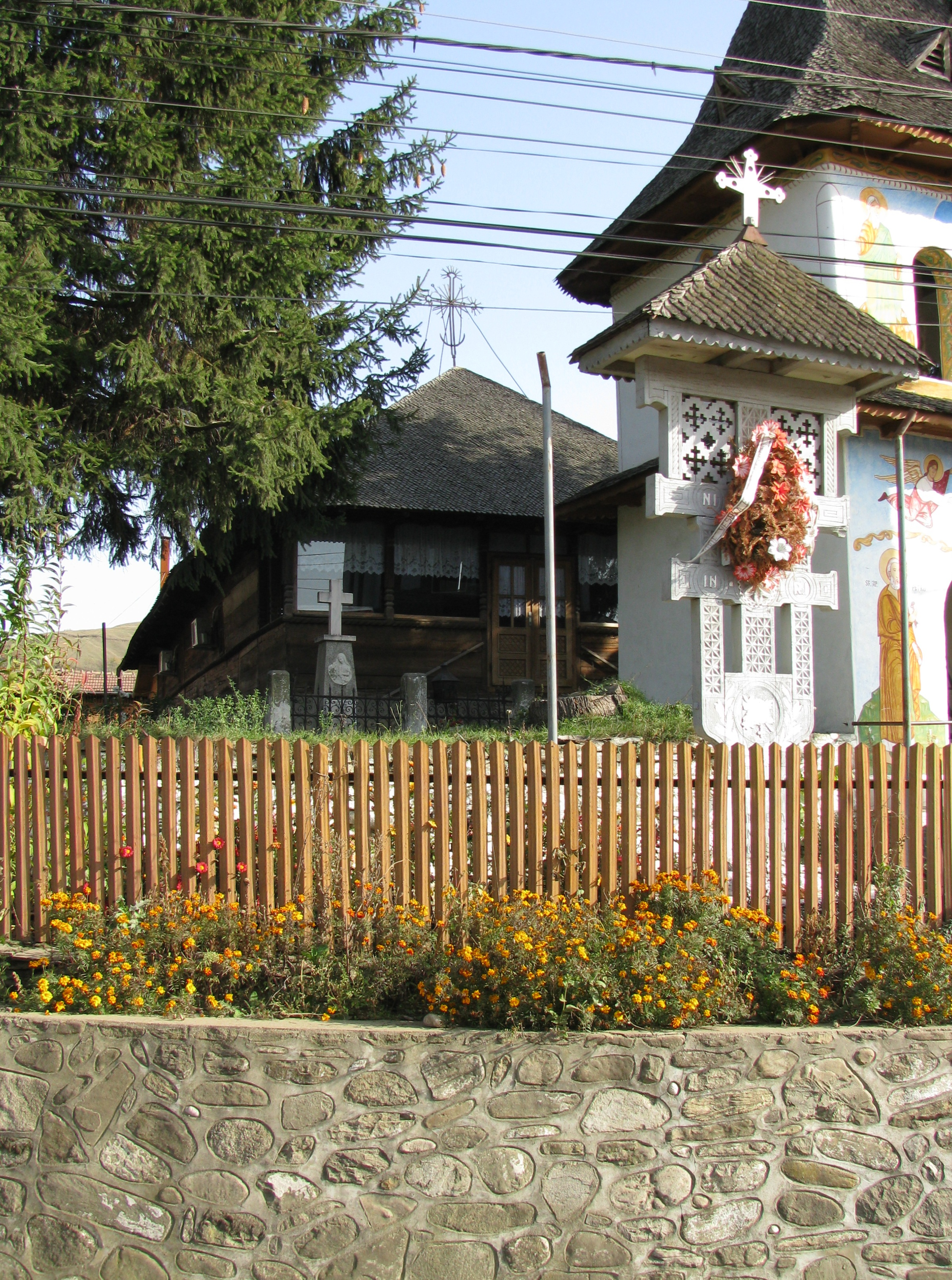
Biserica de lemn "Sf. Nicolae Vechi" din Starchiojd, judeţul Prahova. Foto: noiembrie 2008

Biserica de lemn "Sf. Nicolae Vechi" din Starchiojd, comuna Starchiojd, județul Prahova, clădită în secolul al XVIII-lea, a ars în 1966-1967, fiind reconstruită în 1980-1987 iar pictura refăcută în 1995. Biserica este înscrisă pe noua listă a monumentelor istorice, LMI 2004:  PH-II-m-B-16746.

## Imagini din exterior

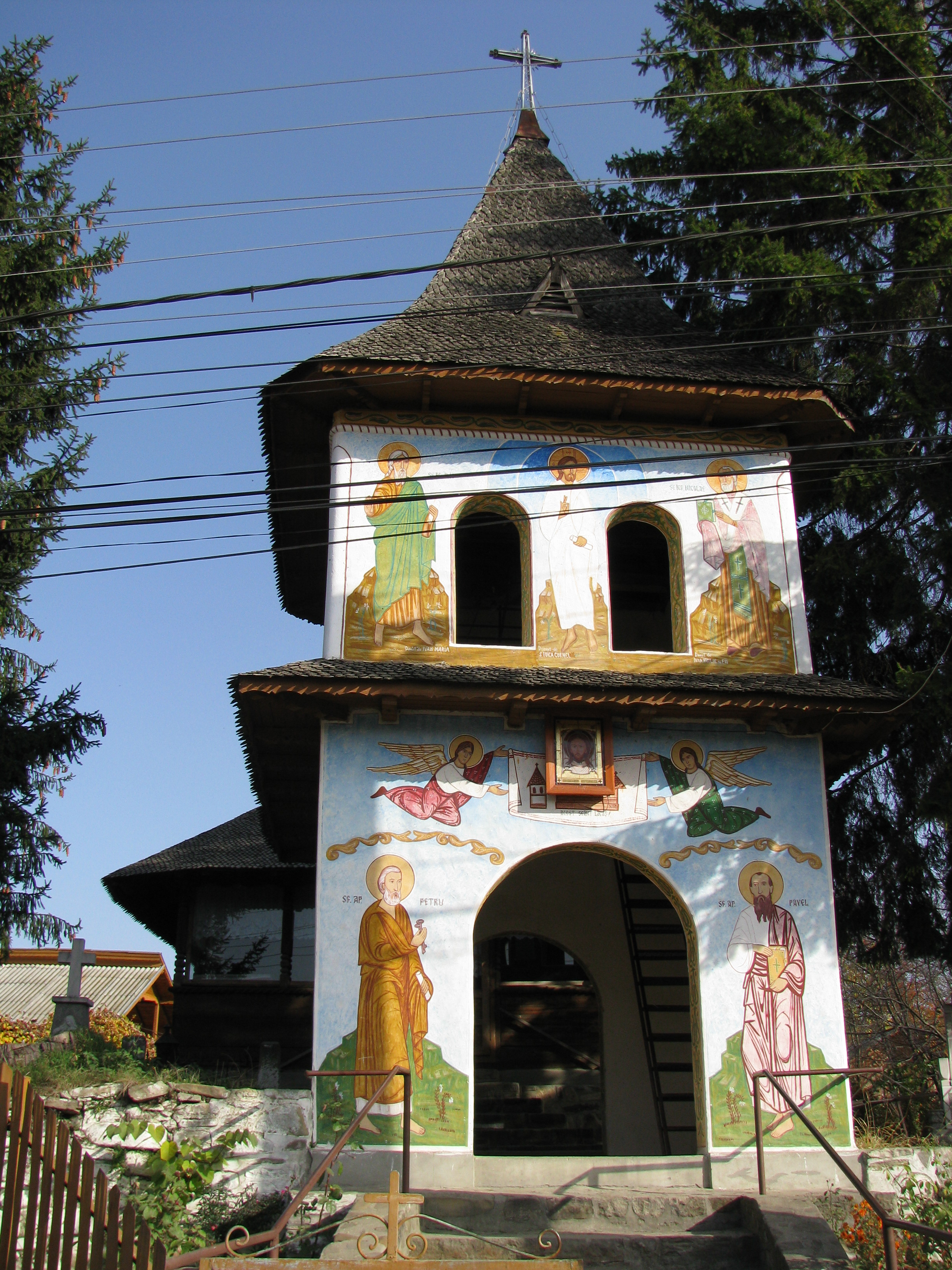
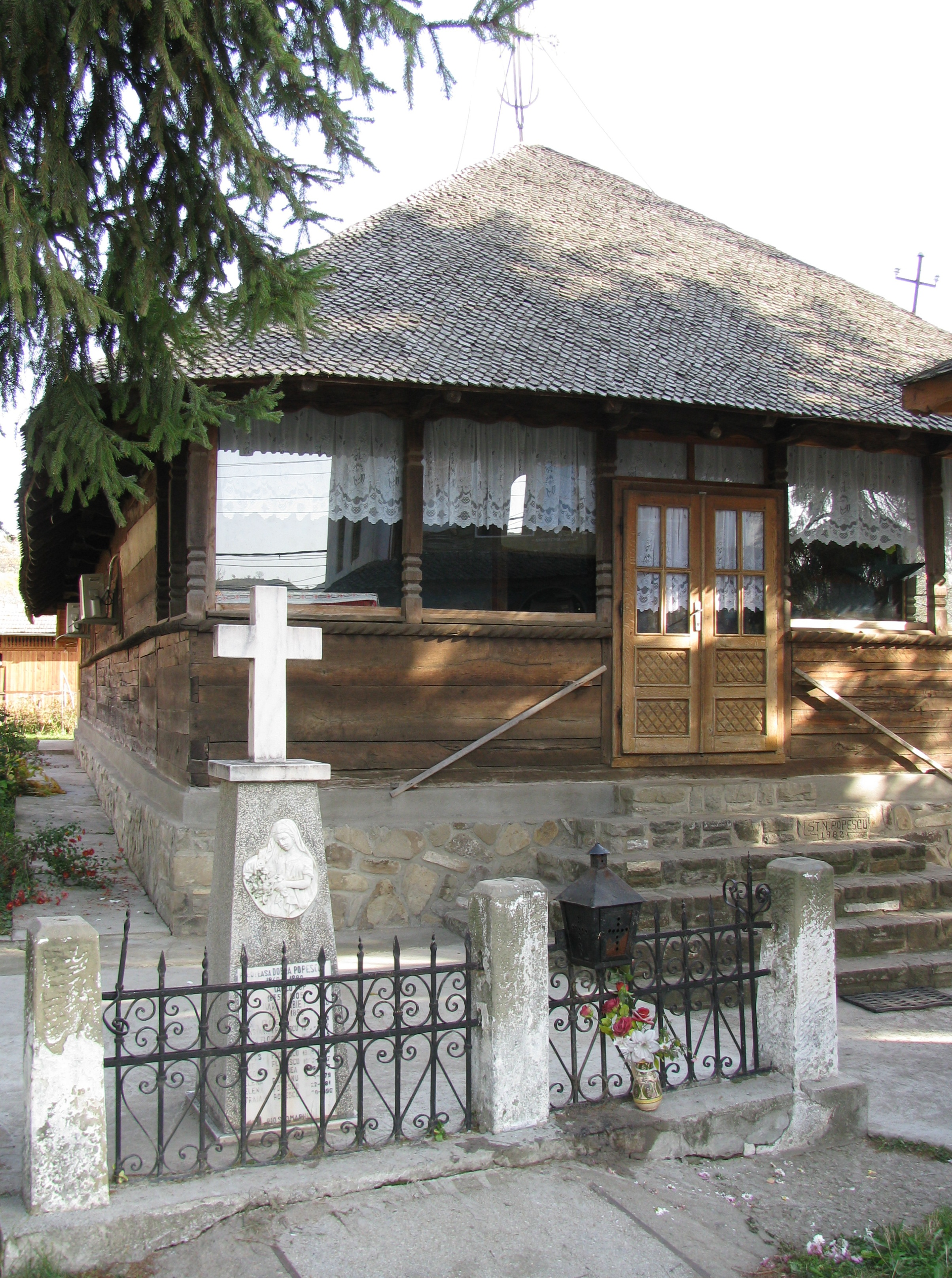
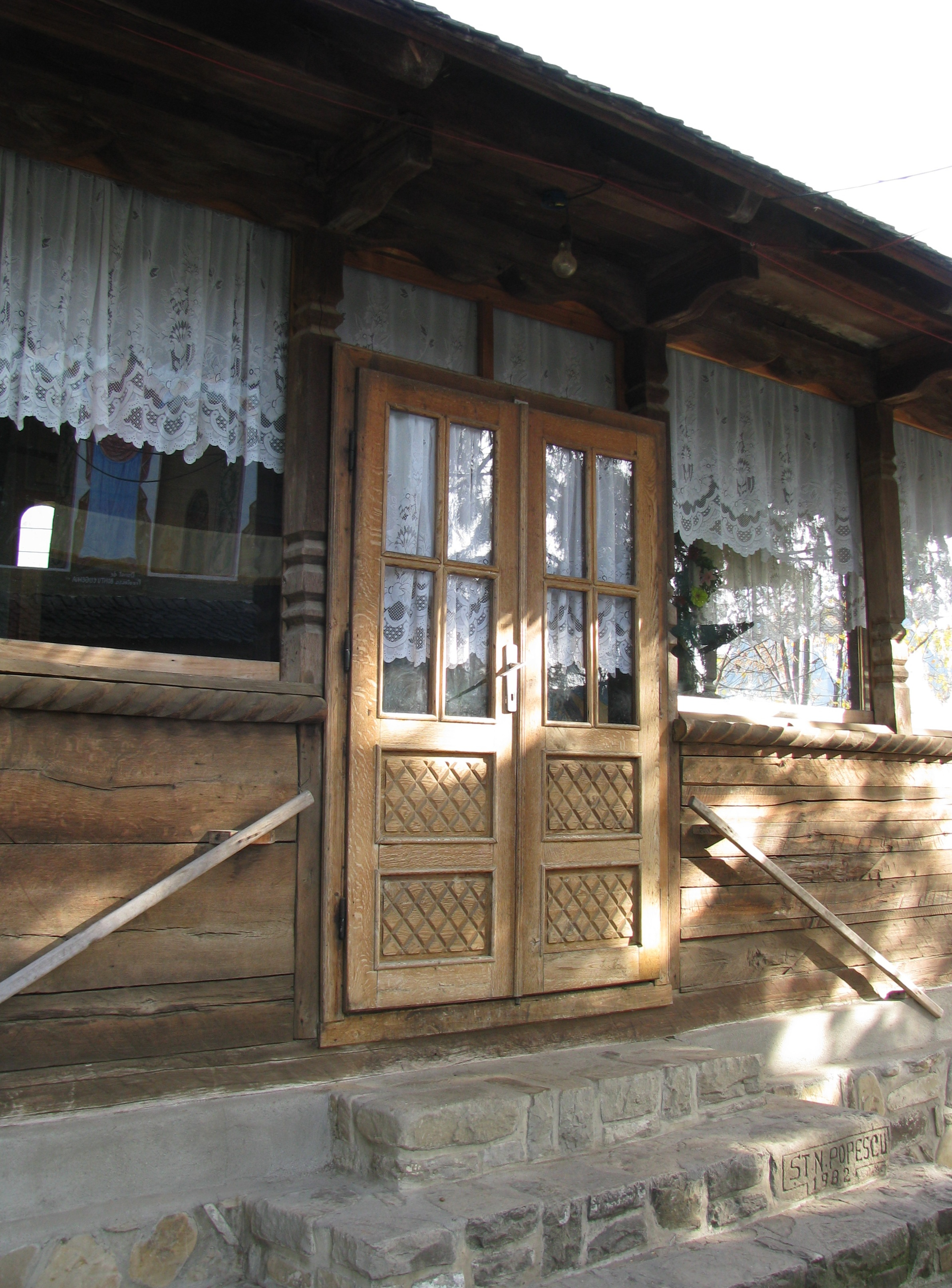
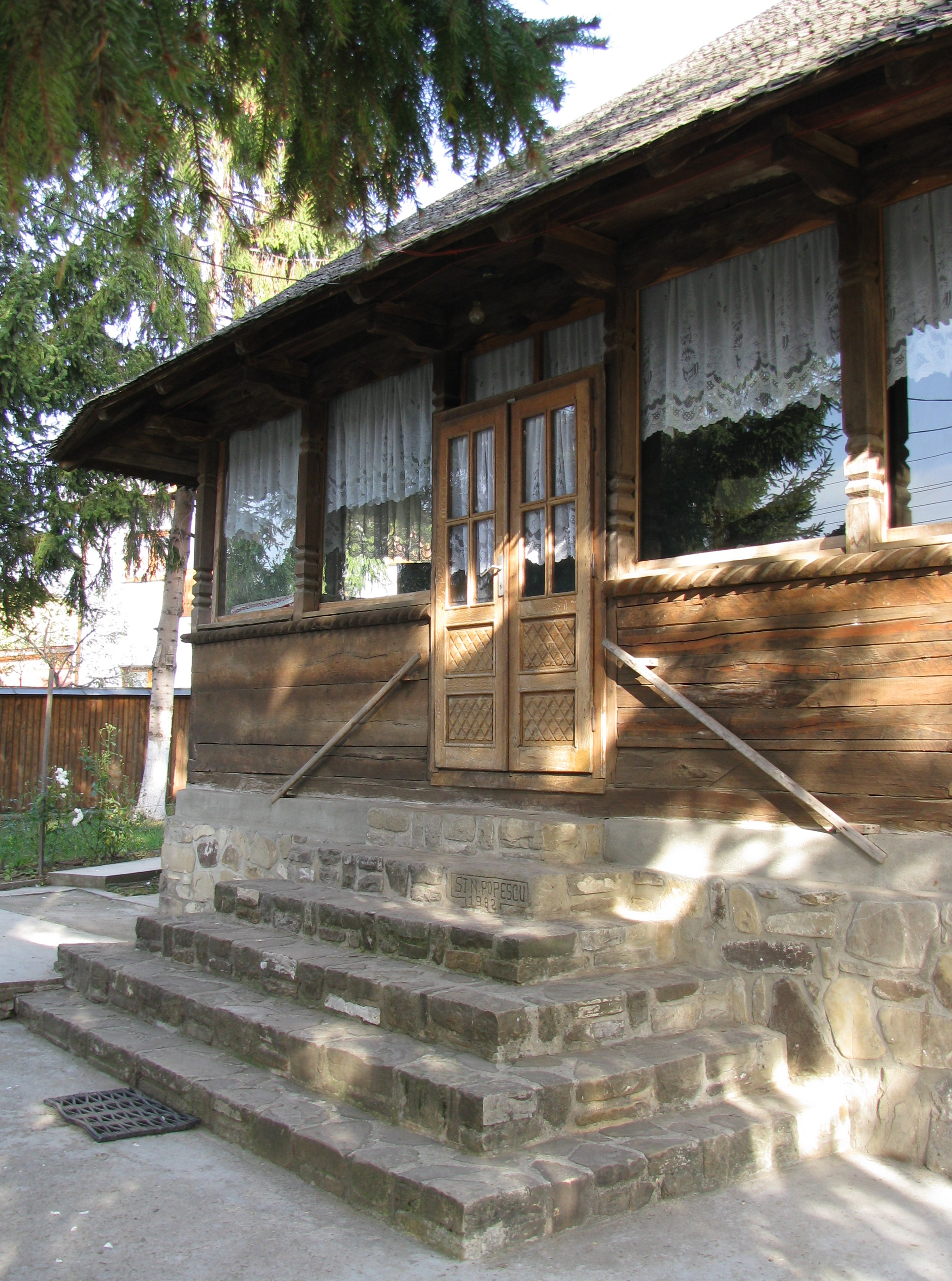
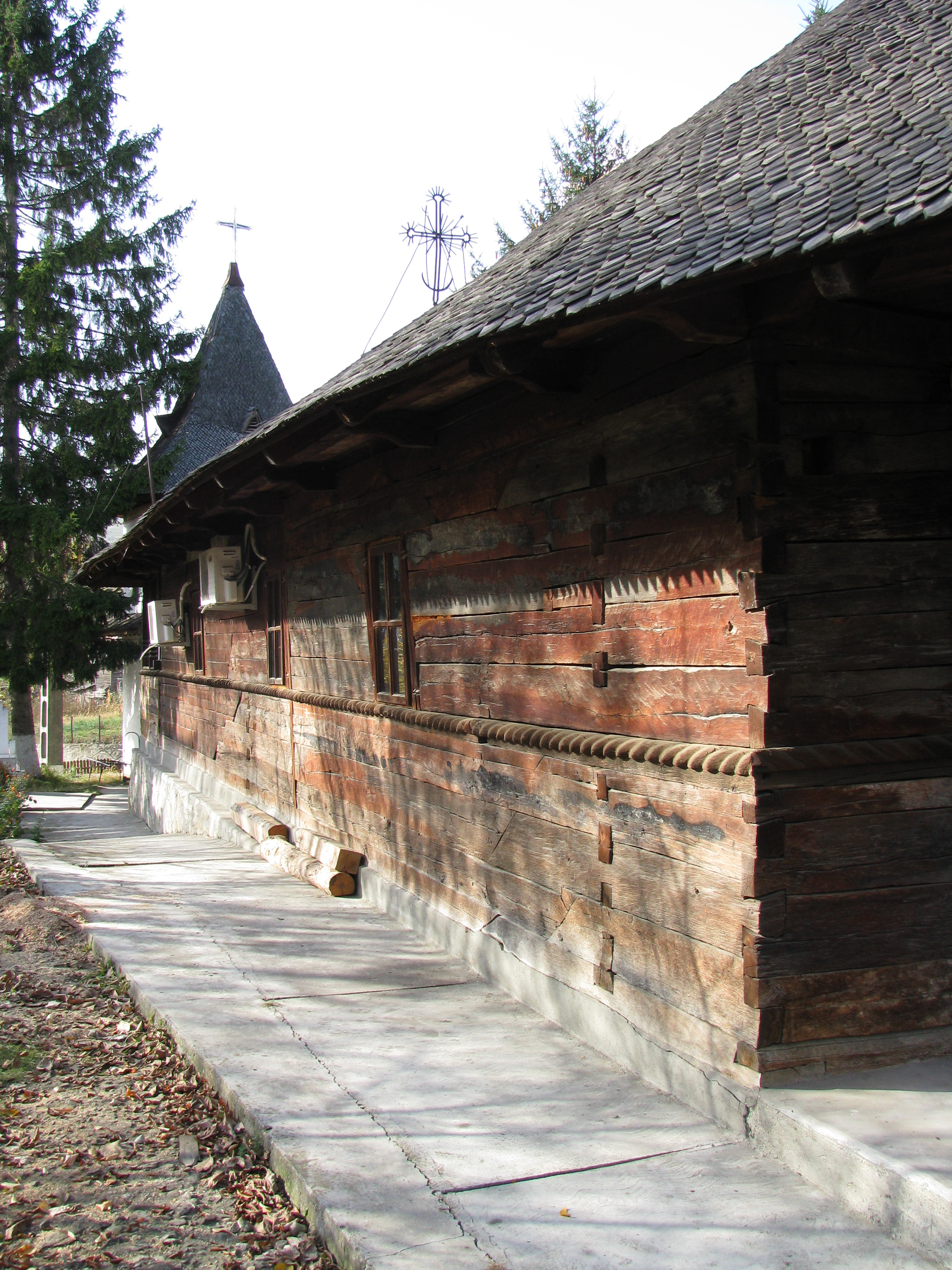
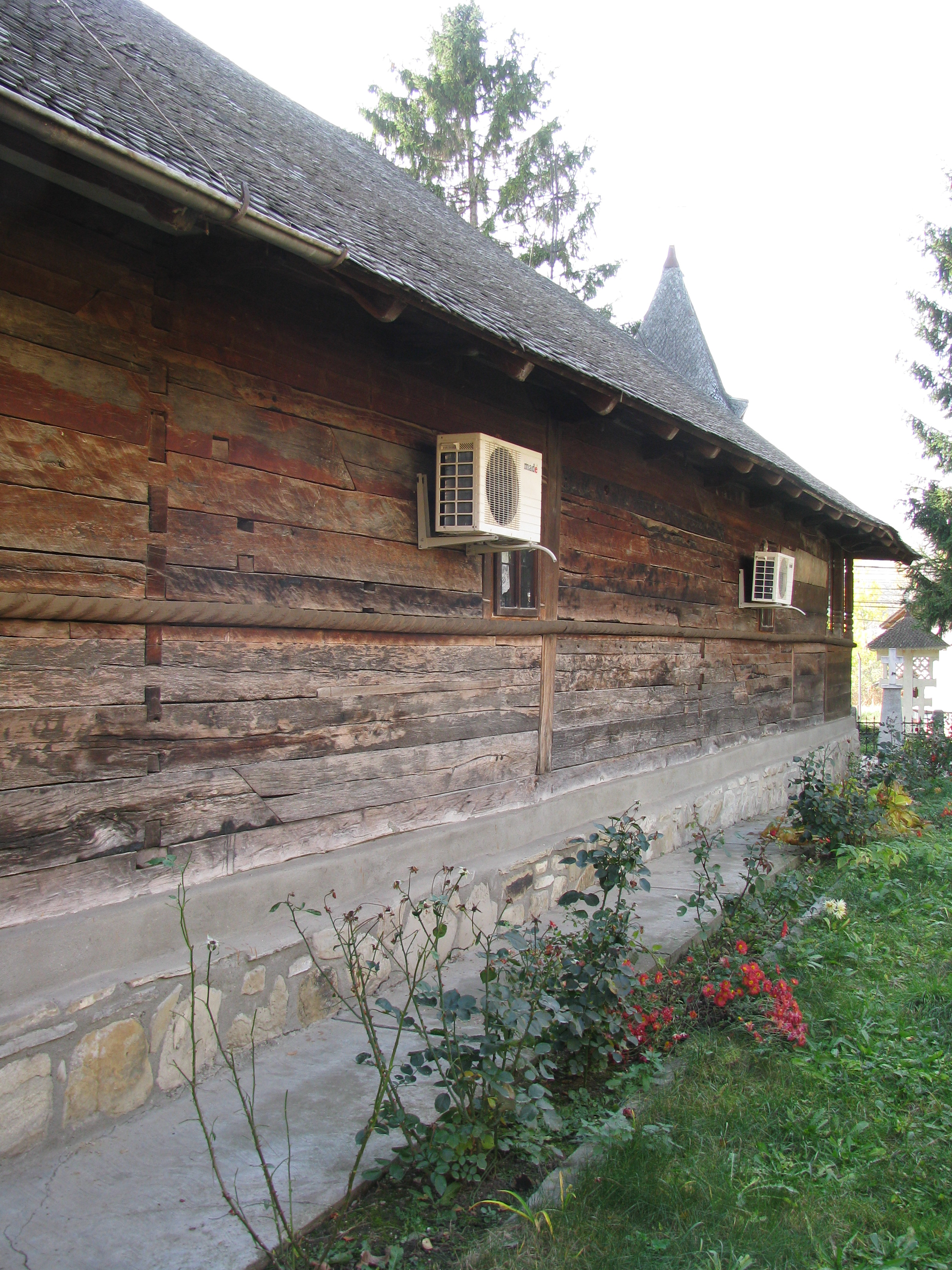
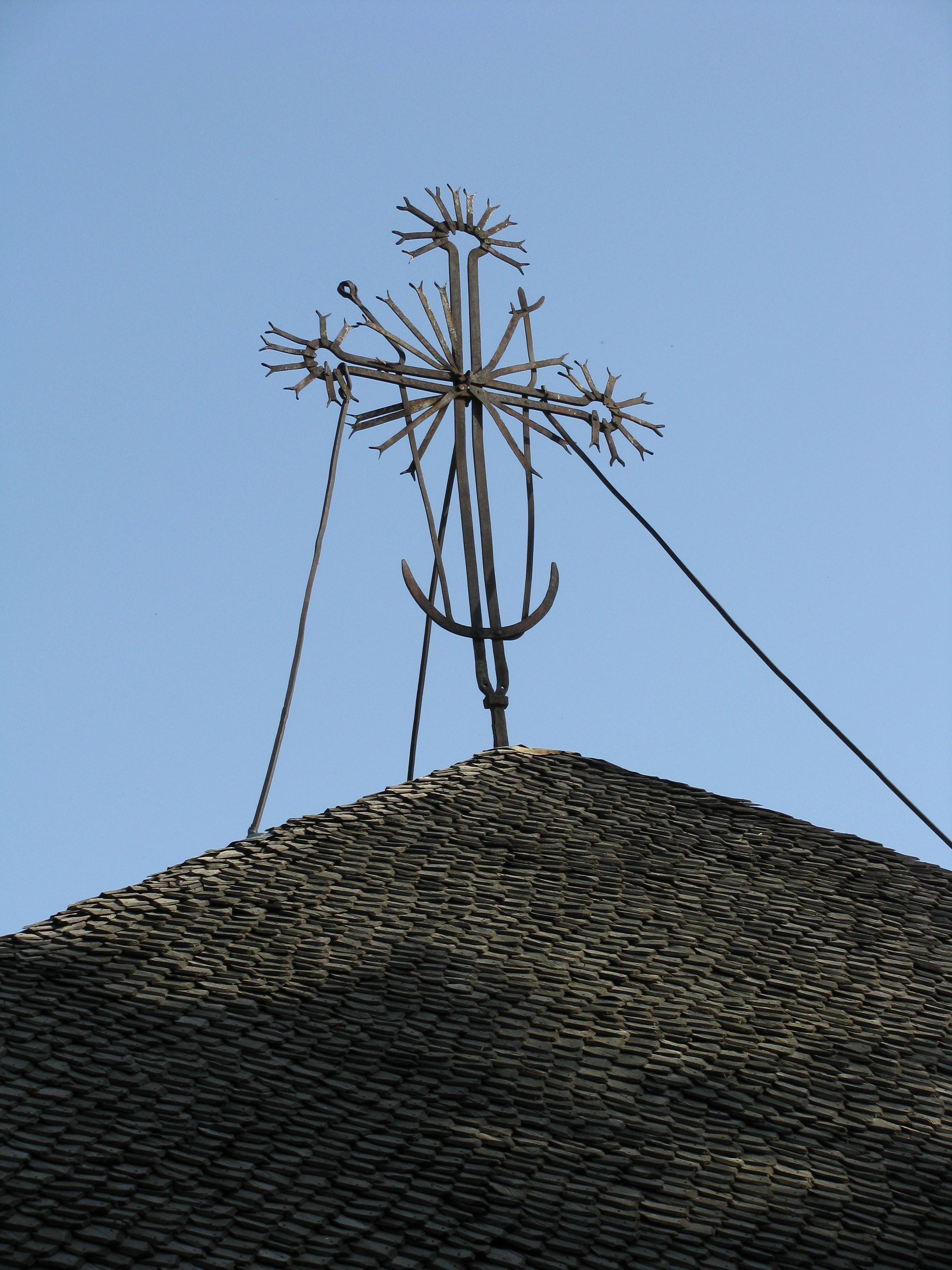